# Pınar Karşıyaka
Karşıyaka Basket, mais conhecido como Pınar Karşıyaka por motivos de patrocinadores, é um clube profissional turco localizado em Karşıyaka, İzmir. É um departamento do clube multi-esportivo Karşıyaka SK.
A equipe compete na Liga Turca e a Liga dos Campeões.

## História
Karşıyaka SK foi fundado em 1912 e inaugurou seu departamento de basquetebol em 1966. Karşıyaka disputou sua primeira Liga Turca em 1966 e hoje é considerado um dos clubes mais importantes do basquetebol turco. Acabou rebaixado para divisões inferiores em 1968 onde militou até 1974 com sua promoção a primeira liga de onde não saiu mais. Em 1998 Karşıyaka Basket iniciou longa parceria com a Pınar, que faz parte da Yaşar Holding's Food and Beverage Group, como patrocinadora. Manda seus jogos na Karşıyaka Arena com capacidade para 5.000 e inaugurado em 2005. A arena é dividida com a equipe feminina do Karşıyaka. Possuem a reputação de desenvolver jovens talentos e trabalhar com talentos estrangeiros pouco conhecidos.

### Grandes conquistas com Sarıca
Karşıyaka escolheu o nome de Ufuk Sarıca como treinador no verão de 2012. Sarıca sonhou em jogar com o Karşıyaka a Euroliga e disse: "Nós temos um sonho e nós quereos estar na Euroliga em 3 anos." Em 9 de fevereiro de 2014 o clube conquistou a Copa da Turquia com vitória sobre o Anadolu Efes sob o comando de Ufuk Sarıca. Foi o primeiro título do clube na Copa da Turquia. Em 8 de outubro de 2014 conquistou a Copa Presidente ao vencer o Fenerbahçe Ülker. Na temporada de 2014–15, Karşıyaka venceu sua segunda Liga Turca depois do título em 1987, após ficar na quarta colocação na temporada regular, mas nos play offs venceu o Fenerbahçe por 3-1 e o Anadolu Efes por 4–1 na final.
Em 29 de julho de 2015 o sonho de Sarıca tornou-se real. A Euroliga anunciou a participação dos clubes e incluiu o Karşıyaka com licença B na temporada 2015–16.

## Arenas
- İzmir Atatürk Sport Hall (1966–2005)
- Karşıyaka Arena (2005–presente)

## Jogadores Notáveis
| - Efe Aydan - Murat Aşkın - Suat Olca - Cihangir Başaran - Birtan Saka - Nihat Mala - Tuğrul Taşkıngenç - Kemal Ziya Uyanık - Cenk Duraklar - Burak Sezgin - Levent Türknas - Hüseyin Beşok - Kaya Peker - Arda Vekiloğlu - Mehmet Yağmur - Şemsettin Baş - Ufuk Sarıca - Ufuk Kaçar - Hakan Köseoğlu - Muratcan Güler - - Asım Pars |  | - Serhat Çetin - Ümit Sonkol - Barış Ermiş - Furkan Aldemir - Birkan Batuk - İlkan Karaman - - Maxim Mutaf - Erkan Veyseloğlu - Barış Hersek - Roberts Štelmahers - Vrbica Stefanov - - Alade Aminu - Jaime Lloreda - Zakhar Pashutin - Jovo Stanojević - Melvin Davis - John Wiley - Jim Rowinski - George Gilmore - Jerome Robinson - Mitch Smith |  | - Dallas Comegys - Dewayne Jefferson - - Henry Domercant - Jerral Holman - Roberto Bergersen - Marcus Slaughter - Gary Neal - - Quinton Hosley - - Leon Williams - Mike Benton - Ryan Toolson - K'zell Wesson - Andre Smith - David Holston - Sean Marshall - Mire Chatman - - Will Thomas - - Bobby Dixon - D.J. Strawberry - Jon Diebler - Esteban Batista |

- Nadir Vekiloğlu
- Murat Didin
- Ahmet Kandemir
- Ayhan Kalyoncu
- Hakan Demir

## Temporada por Temporada
| Temporada | Nível               | Divisão             | Pos.                | Pós Temporada       | Copas               | European Competitions         |
| --------- | ------------------- | ------------------- | ------------------- | ------------------- | ------------------- | ----------------------------- |
| 1966–67   | 1                   | TBL                 | 12                  | –                   | –                   | –                             |
| 1967–68   | 1                   | TBL                 | 15                  | Rebaixado           | –                   | –                             |
| 1968–74   | Divisões Inferiores | Divisões Inferiores | Divisões Inferiores | Divisões Inferiores | Divisões Inferiores | Divisões Inferiores           |
| 1974–75   | 1                   | TBL                 | 3                   | –                   | –                   | –                             |
| 1975–76   | 1                   | TBL                 | 3                   | –                   | –                   | –                             |
| 1976–77   | 1                   | TBL                 | 6                   | –                   | –                   | –                             |
| 1977–78   | 1                   | TBL                 | 5                   | –                   | –                   | –                             |
| 1978–79   | 1                   | TBL                 | 3                   | Grupo Final         | –                   | –                             |
| 1979–80   | 1                   | TBL                 | 5                   | –                   | –                   | –                             |
| 1980–81   | 1                   | TBL                 | 4                   | Grupo Final         | –                   | –                             |
| 1981–82   | 1                   | TBL                 | 6                   | Grupo Final         | –                   | –                             |
| 1982–83   | 1                   | TBL                 | 7                   | –                   | –                   | –                             |
| 1983–84   | 1                   | TBL                 | 2                   | Finalista           | –                   | –                             |
| 1984–85   | 1                   | TBL                 | 6                   | Quartas de Final    | –                   | –                             |
| 1985–86   | 1                   | TBL                 | 7                   | Quartas de Final    | –                   | –                             |
| 1986–87   | 1                   | TBL                 | 1                   | Campeão             | –                   | Played Korać Cup              |
| 1987–88   | 1                   | TBL                 | 9                   | –                   | –                   | Played European Cup           |
| 1988–89   | 1                   | TBL                 | 10                  | –                   | –                   | –                             |
| 1989–90   | 1                   | TBL                 | 9                   | –                   | –                   | –                             |
| 1990–91   | 1                   | TBL                 | 7                   | Quartas de Final    | –                   | –                             |
| 1991–92   | 1                   | TBL                 | 11                  | –                   | –                   | –                             |
| 1992–93   | 1                   | TBL                 | 14                  | –                   | –                   | Played Saporta Cup            |
| 1993–94   | 1                   | TBL                 | 9                   | -                   | –                   | –                             |
| 1994–95   | 1                   | TBL                 | 10                  | -                   | –                   | –                             |
| 1995–96   | 1                   | TBL                 | 12                  | -                   | –                   | –                             |
| 1996–97   | 1                   | TBL                 | 10                  | -                   | –                   | –                             |
| 1997–98   | 1                   | TBL                 | 12                  | -                   | –                   | –                             |
| 1998–99   | 1                   | TBL                 | 10                  | -                   | –                   | –                             |
| 1999–00   | 1                   | TBL                 | 5                   | Quartas de Final    | Quartas de Final    | Played Korać Cup              |
| 2000–01   | 1                   | TBL                 | 10                  | -                   | –                   | Played Saporta Cup            |
| 2001–02   | 1                   | TBL                 | 6                   | Quartas de Final    | –                   | –                             |
| 2002–03   | 1                   | TBL                 | 5                   | Quartas de Final    | –                   | Played FIBA Champions' Cup    |
| 2003–04   | 1                   | TBL                 | 4                   | Semifinalista       | Group Stage         | –                             |
| 2004–05   | 1                   | TBL                 | 5                   | Quartas de Final    | Finalista           | –                             |
| 2005–06   | 1                   | TBL                 | 10                  | –                   | Group Stage         | –                             |
| 2006–07   | 1                   | TBL                 | 12                  | –                   | Semifinalist        | –                             |
| 2007–08   | 1                   | TBL                 | 7                   | Quarterfinalist     | Quarterfinalist     | –                             |
| 2008–09   | 1                   | TBL                 | 9                   | –                   | Group Stage         | –                             |
| 2009–10   | 1                   | TBL                 | 6                   | Quarterfinalist     | Quarterfinalist     | –                             |
| 2010–11   | 1                   | TBL                 | 5                   | Quarterfinalist     | Group Stage         | EuroChallenge Quarterfinalist |
| 2011–12   | 1                   | TBL                 | 6                   | Quarterfinalist     | Group Stage         | EuroChallenge Top 16          |
| 2012–13   | 1                   | TBL                 | 5                   | Semifinalist        | Quarterfinalist     | EuroChallenge Runner-up       |
| 2013–14   | 1                   | TBL                 | 6                   | Semifinalist        | Campeão             | Eurocup Last 32               |
| 2014–15   | 1                   | TBL                 | 4                   | Campeão             | Semifinalist        | Eurocup Quarterfinalist       |
| 2015–16   | 1                   | TBL                 |                     |                     | EuroLiga            |                               |
| 2016-17   | 1                   | TBL                 |                     |                     |                     |                               |
| 2017-18   | 1                   | TBL                 | 10                  |                     |                     |                               |
| 2018-19   | 1                   | TBL                 | 11                  |                     |                     |                               |

## Ligações Externas
- www.kskbasket.net
- TBLStat.net Profile
- Eurobasket Profile
- Official Twitter account of Pınar Karşıyaka
- Este artigo foi inicialmente traduzido, total ou parcialmente, do artigo da Wikipédia em inglês cujo título é «Pınar Karşıyaka».